# Tigillum Sororium
Il Tigillum Sororium era un arco ligneo, che si trovava alle pendici della Velia.

## Descrizione
Per la tradizione romana, il Tigillum Sororium era una trave di legno, posta tra due pali, sotto la quale fu fatto passare l'Orazio superstite come rito di espiazione (passare sotto il giogo) per aver ucciso la sorella Camilla.  Di fatto, si tratterebbe del primo Arco costruito a Roma.
L'arco sarebbe stato posto vicino agli altari di Giunone Sororia e di Giano Curiazio.
Sotto questo arco ligneo passavano i soldati romani ogni 1º ottobre, quindi al termine della stagione della guerra, come atto di purificazione.